# Grupo Imagen
Grupo Imagen, S.A.B. de C.V. (poznatiji kao Imagen) je meksički medijski konglomerat u vlasništvu Grupo Empresarial Ángeles sa sjedištem u Mexico Cityju. To je treća najveća medijska tvrtka u Meksiku nakon Televise i TV Azteca.

## Vanjske poveznice
- Službena web-stranica